# سیارک ۲۳۱۷۶
سیارک ۲۳۱۷۶ (به انگلیسی: 23176 Missacarvell، نامگذاری:2000JK44) بیست و سه هزار و صد و هفتاد و ششمین سیارک کشف شده‌است که در ۷ مه ۲۰۰۰ کشف شد.
قدر مطلق سیارک برابر ۱۹.۵ است.